# Apomecyna leucostictica
Apomecyna leucostictica är en skalbaggsart som först beskrevs av Hope 1837.  Apomecyna leucostictica ingår i släktet Apomecyna och familjen långhorningar.
Artens utbredningsområde är Laos. Inga underarter finns listade i Catalogue of Life.